# Saint-Méen-le-Grand
Saint-Méen-le-Grand település Franciaországban, Ille-et-Vilaine megyében. Lakosainak száma 4642 fő (2022. január 1.). Saint-Méen-le-Grand Le Crouais, Gaël, Quédillac, Saint-Onen-la-Chapelle, Loscouët-sur-Meu és Plumaugat községekkel határos.

## Népesség
A település népessége az elmúlt években az alábbi módon változott:
| Lakosok száma | 3063 | 3742 | 3729 | 4026 | 4541 | 4610 | 4635 | 4599 | 4576 | 4642 |
|               | 1968 | 1982 | 1990 | 2006 | 2013 | 2015 | 2017 | 2019 | 2020 | 2022 |